# Nosvinge

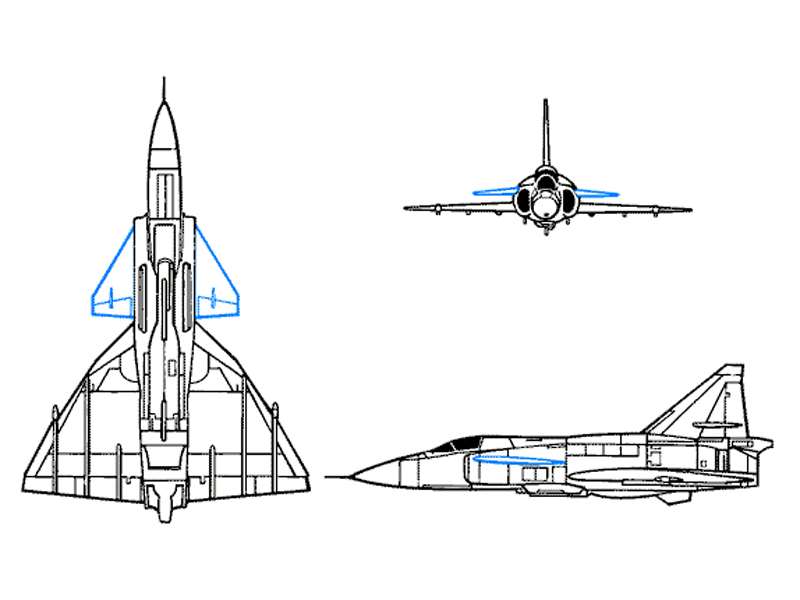
Canardvingarna visade i blått på Saab 37 Viggen.

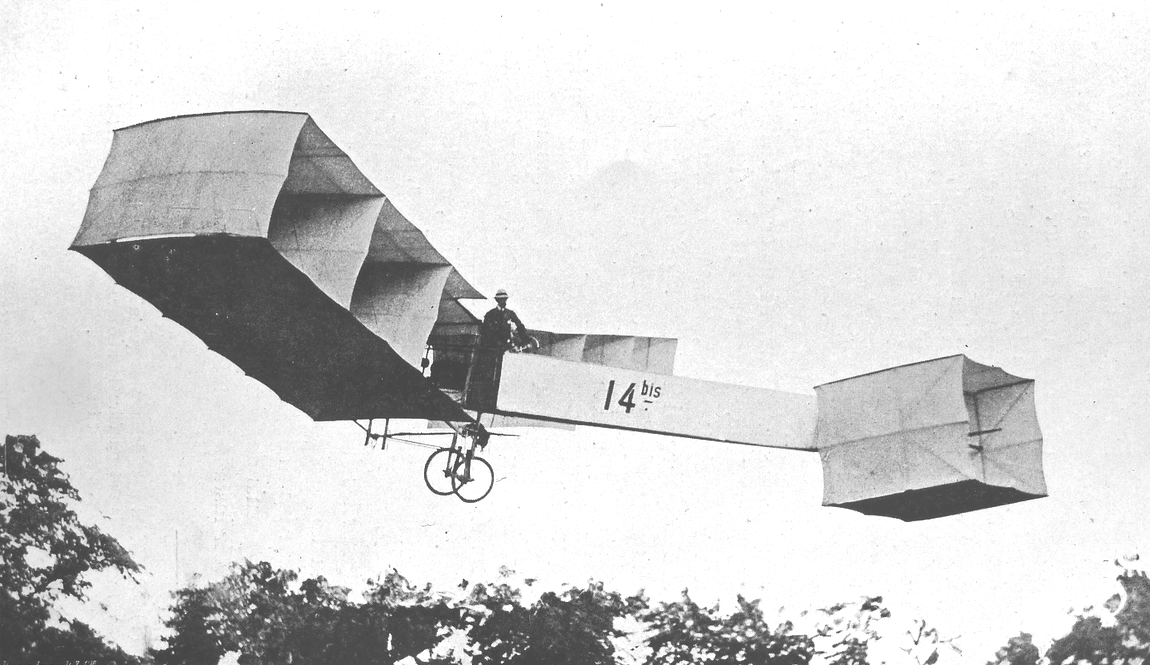
Alberto Santos-Dumonts nosvingade biplan "14-bis" i luften.

Nosvinge, även canardvinge eller canardkonfiguration, är inom flygteknik, stabiliseringsplan placerade på den främre delen av en flygkropp, ofta tillsammans med styrverk. Canard är franska för anka och myntades runt 1906 efter utseendet på brasilianska flygpionjären Alberto Santos-Dumonts nosvingade biplan "14-bis", vilken sas se ut som en flygande anka med utsträckt nacke i luften.
Nosvingar förekommer i modern tid främst inom precisionsstyrd ammunition och robotvapen, men återfinns på flertalet olika flygplan och andra flygande föremål. Nosvingar tillämpas av olika anledningar och förekommer med olika funktioner. En typisk tillämpning av nosvinge är för att åstadkomma ökad manöverförmåga och handhavande vid låga hastigheter, dock ibland på bekostnad av stabilitet och känsligare överstegringsegenskaper, särskilt hos stjärtlösa flygkonstruktioner, ibland kallat bakvinge. Nosvingar förekommer därför ofta utformade som höjdstyrverk, exempelvis som fast konstruktion med höjdroder på bakkanten (såsom hos Beechcraft Starship) eller som "rörlig" konstruktion där hela vingen istället agerar höjdroder (såsom hos Saab 39 Gripen). Andra exempel är till exempel nosvingen hos IAI Kfir, vilken är av fast konstruktion och saknar styrverk, främst avsedd som stabiliseringsplan, eller nosvingen hos Saab 37 Viggen, vilken är av fast konstruktion och försedd med vingklaffar på bakkanten.

## Praktiskt experiment
För att förstå hur en canardvinge fungerar så gör man lättast på följande vis rent praktiskt:
1. Åk med ett fordon i cirka 100 km/tim och sträck armen bakåt och böj handleden upp och ner. Nu har du provat en normal styrvinges funktion.
2. Åk med ett fordon i cirka 100 km/tim och sträck armen framåt och böj handleden upp och ner. Nu har du provat en canardvinges funktion.

Om du inte vill testa själv så är handens vickande i första fallet knappt märkbart medan det å andra sidan är mycket märkbart i det andra fallet. Till och med mycket små vickningar med handen ger stor påverkan (rörelser) på armen.
Viggen hade från början påverkbarhet även vid landning vilket resulterade i landningsolyckan i Linköping. Numera är vingen passiv, ur pilotens perspektiv, vid landning.

## Nosvingade flygplan (urvalslista)

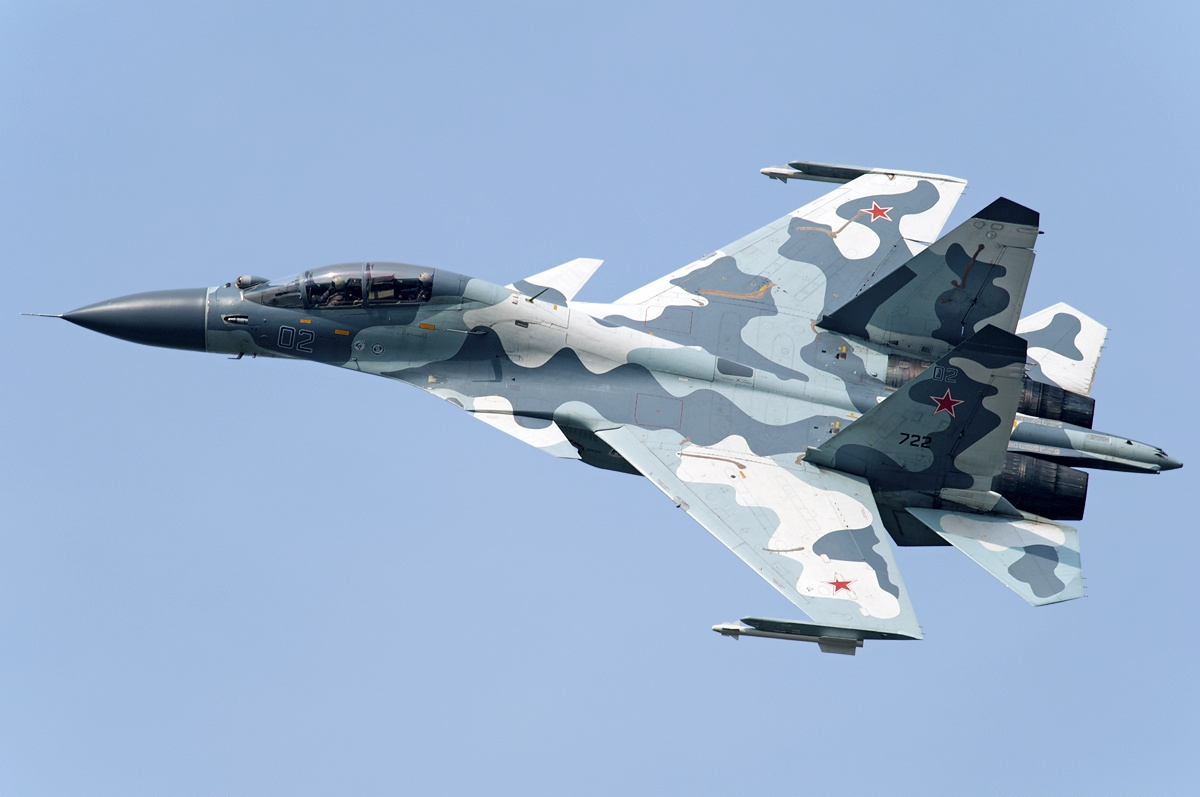
Suchoj Su-30MKI, ett flygplan med stjärtstyrverk och nosvinge.

Nosvinge förekommer bland annat hos:
- 1906 –  Santos-Dumont 14-bis – pionjärflygplan
- 1943 –  Curtiss-Wright XP-55 Ascender – jaktflygplan
- 1945 –  Kyushu J7W Shinden(en) – jaktflygplan
- 1967 –  Saab 37 Viggen – enhetsflygplan
- 1968 –  Tupolev Tu-144 – passagerarflygplan
- 1973 –  IAI Kfir (enbart vissa varianter) – jaktattackflygplan
- 1979 –  Dassault Mirage 4000(en) – jaktflygplan
- 1986 –  Beechcraft Starship – affärsflygplan
- 1986 –  Dassault Rafale – enhetsflygplan
- 1988 –  Saab 39 Gripen – enhetsflygplan
- 1994 –  Eurofighter Typhoon – enhetsflygplan
- 1997 –  Suchoj Su-30 (enbart vissa varianter) – enhetsflygplan